# Parigi-Camembert 1946
La Parigi-Camembert 1946, settima edizione della corsa e valida come evento del circuito UCI categoria CB1.1, si svolse il 23 aprile 1946. Fu vinta dall'italiano Paul Neri.

## Ordine d'arrivo (Top 10)
| Pos. | Corridore          | Squadra              | Tempo |
| ---- | ------------------ | -------------------- | ----- |
| 1    | Paul Neri          | France Sport         |       |
| 2    | Joseph Soffietti   | Rhonson              |       |
| 3    | Amedee Rolland     | Ray                  |       |
| 4    | Raymond Lucas      | Ray                  |       |
| 5    | Giuseppe Tacca     | Alcyon-Dunlop        |       |
| 6    | Ange Le Strat      | Mercier-Hutchinson   |       |
| 7    | Andre Brule        | Alcyon-Dunlop        |       |
| 8    | Pierre Brambilla   | Metropole-Hutchinson |       |
| 9    | Jean-Marie Goasmat | Ray                  |       |
| 10   | Raoul Rémy         | France Sport         |       |